# Juan Alonso de Cuevas y Dávalos
Juan Alonso de Cuevas y Dávalos foi um prelado católico que serviu como arcebispo do México de 1664 a 1665 e bispo de Antequera, Oaxaca de 1658 a 1664.